# バルチ川
バルチ川（バルチがわ、英語: Balch Creek）は、アメリカ合衆国オレゴン州内を流れる、ウィラメット川の延長5.6-キロメートル (3.5 mi) の支流である。テュアラティン山地（ウェスト・ヒルズ）の稜線付近から始まるこの川は、マルトノマ郡の非法人地域にあるノースウェスト・コーネル道路沿いに峡谷を東へ下り、ポートランドの大規模な市営公園であるフォレスト・パークのマクリー公園地区を通り抜ける。公園を抜けたところから、川は暗渠となりウィラメット川に合流するまで地下を通り抜ける。この川名の由来となったダンフォード・バルチは、19世紀半ばにこの川沿いの土地の所有権を主張した。彼は義理の息子を殺害し、オレゴン州で裁判の結果絞首刑に処された最初の人物となった。
バルチ川流域の地質は、上流域ではシルト、下流域では沖積層に覆われた玄武岩である。また、上流域には住宅地やNPO法人バード・アライアンス・オフ・オレゴンの自然保護区、そしてフォレスト・パークの一部が広がる。コースト・ダグラスファー（ベイマツの一種）やアメリカネズコ、アメリカツガなどの混合針葉樹林が広がり、その下生えには野生の低木や花草が生い茂っている。フォーレスト・パークでは62種の哺乳類と112種を超える鳥類が確認されている。また、コースタル・カットスロート・トラウトの小規模な個体群も生息しており、2005年時点で大腸菌・水温・溶存酸素の水質指標で州の基準を満たしたポートランドにおける唯一の水域となった。
流域の上流から中流にかけては大部分が自然保護区となっているが、下流域は工業地帯となっている。19世紀まではウィラメット川との合流点近くにギルズ湖が存在したが、1905年には湖に造営された人工島でルイス＝クラーク100年記念博覧会が開催され、その後も開発業者が湖を埋め立て工業地帯を築き上げてゆき、2001年にはポートランド市議会がこの一帯を「工業特区」に指定した。

## 流路
バルチ川はマルトノマ郡の非法人地域であるフォレスト・パーク地区内のウェスト・ヒルズの稜線を走るノースウェスト・スカイライン・ブルーバードとノースウェスト・トンプソン道路の交差点付近を水源とする。川は概ね東に向かって、コロンビア川の支流であるウィラメット川との合流点までおよそ5.6キロメートル (3.5 mi) を流れ下る。源頭の標高は340メートル (1,116 ft) で、合流点は14メートル (46 ft)、その標高差は330メートル (1,070 ft) あり、源頭から4.0キロメートル (2.5 mi) 地点まででほぼ下りきる。丘陵の広がる上流域では、川の勾配は15～30パーセントだが、中流域では15パーセントを下回る区間が散在する。
川は源頭からポートランドの大規模市営公園であるフォレスト・パーク近くの私有地を東へ流れ、合流点からおよそ5キロメートル (3 mi) 地点で南に曲がる。そのすぐあとで、右岸から無名の支流が合流し、ノースウェスト・コーネル道路沿いの私有地付近で南東に向きを変える。合流点からおよそ3キロメートル (2 mi) 地点でポートランド市内に入り、それと同時にバード・アライアンス・オフ・オレゴンの管理する自然保護区内を流れる。右岸からさらに２つの無名支流が流れ込み、北東に向きを変えてフォレスト・パークのマクリー公園地区へ入っていく。
およそ0.40キロメートル (0.25 mi) の間、川はフォレスト・パークの主要ハイキングコースのひとつであるワイルドウッド・トレイルに沿って流れ、ストーン・ハウスと呼ばれる公衆トイレの廃墟にたどり着く。ここからはローワー・マクリー・トレイル沿いに1.3キロメートル (0.8 mi) ほどを流れ下る。合流点からおよそ1.6キロメートル (1 mi) 付近で浮遊物を排除する格子を通り抜け、直径210センチメートル (84 in) の暗渠へ潜り込む。この暗渠化は20世紀初頭に行われた。川水は市のノースウェスト・インダストリアル地区の第17排水口からウィラメット川へ流れ込む。この排水口から約16キロメートル (10 mi) 下流で、ウィラメット川はコロンビア川と合流する。

### 流量

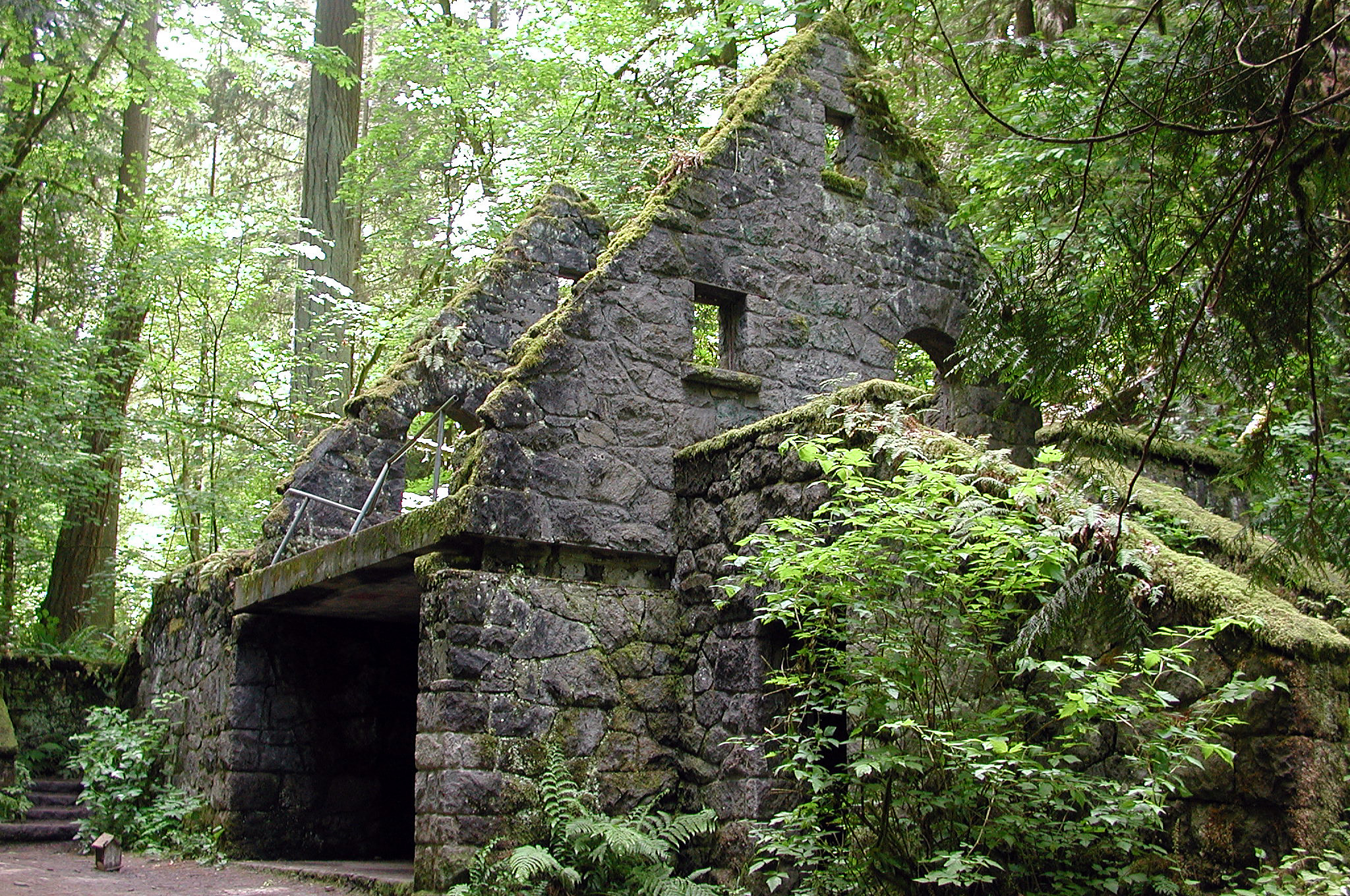
連邦政府公共事業促進局が1930年代に建設したストーン・ハウス。市は公衆トイレとして1962年まで管理を行っていた。

ポートランド市環境局 (BES) は1996年6月から2002年9月まで、川が暗渠化する地点 (ABB857) で流量を調査した。その報告書によると夏季の流量は平均0.0057立方メートル毎秒 (0.2 cu ft/s) で、最大0.0057立方メートル毎秒 (0.2 cu ft/s)、最低は0まで落ち込んだ。冬季の平均は0.054立方メートル毎秒 (1.9 cu ft/s) で、最大が2.1立方メートル毎秒 (73 cu ft/s)、最低は同じく0であった。
2002年5月中旬から7月中旬にかけての春季に行った調査によると、開始の段階ではおよそ0.071立方メートル毎秒 (2.5 cu ft/s) だった流量が、6月初旬には0まで落ち込んだことが判明している。6月の流量は天候に左右され、最大の0.13立方メートル毎秒 (4.5 cu ft/s) は降雨の直後に観測された。2001年8月下旬から12月下旬までの春季に行われた調査では、11月まで流量は概ね0だった。この期間の最大流量0.54立方メートル毎秒 (19.2 cu ft/s) は、数日間の降雨の後に観測された。

## 地質
コロンビア川洪水玄武岩のグランド・ロンド層からなる硬化した溶岩がバルチ川流域の地下に広がっている。約1600万年前の中期中新世に、コロンビア川は現在よりも南の低地帯を流下していた。オレゴン州とワシントン州の東部に連なる火山群が噴火し、溶岩が河沿いに流れ込みウィラメットバレーに侵入した。およそ1650万年前から1560万年前に発生したこの溶岩流は、一部が太平洋にまで達し、およそ160,000平方キロメートル (60,000 sq mi) を埋め尽くした。地質学者はウェスト・ヒルズで複数の玄武岩質溶岩を特定しており、フォレスト・パーク内の急傾斜の下部の渓谷沿いでは柱状節理を確認できる。水分を含むと不安定になりやすいシルトの風成層が、溶岩の上を覆っている。脆弱な川岸と沈泥化により地滑りが発生しやすく、ウェスト・ヒルズの宅地開発の障害となっている。
1万9000年前～1万5000年前にかけて、ミズーラ洪水あるいはブレッツ洪水と呼ばれる氷河期の大災害がアイダホ州北部のクラーク・フォーク地域で発生し、コロンビア川流域が幾度も濁流に覆われた。この洪水により大量の瓦礫や土砂が堆積しウィラメットバレーに氾濫原が広がった。それ以降19世紀に至るまで、バルチ川下流域は湿地とかつてのギルズ湖のような浅い半恒常的な湖沼が広がっており、。バルチ川の最後の1.6キロメートル (1 mi) は、この氾濫原を流れていた。

## 歴史

### 名称
マルトノマ郡という呼称は、19世紀に非先住民が入植する以前にこの地域で居住していたネイティブ・アメリカンから取られた名である。チヌーク族の支族の一つであるマルトノマ族は、ウィラメット川にあるソーヴィー島や島の対岸のバルチ川との合流点より下流の川岸に居住していた。バルチ川の下流域は沼沢地であったため、部族は棲家を築いてはいなかった。1830年代までに、探検家や毛皮業者が持ち込んだ病気により、コロンビア盆地に居住していた先住民人口は最大で90パーセントも減少した。
かつて河の下流域に存在したギルズ湖は、この地域へ最初に定住した欧州系アメリカ人のピーター・ガイル ("Guild") に因んで名づけられた。1847年、ガイルは流域のおよそ2.4平方キロメートル (600エーカー) の土地を、供与地請求法に基づき獲得した。過去の新聞や地図、書類上では、ギルズ湖の綴りにぶれがみられるが、概ね20世紀初頭には現在の綴り (Guild's) に統一された。
川名は、1850年にガイルの所有地の上流で、同じく供与地請求法により1.40平方キロメートル (346エーカー) の土地を取得したダンフォード・バルチに由来する。近隣に住んでいた男が自分の娘と駆け落ちした際、バルチは男を探し出してショットガンで射殺した。逮捕されたバルチは、1859年10月17日にオレゴン州で最初に死刑判決を受け公開で絞首刑を受けた人物となった。
マクリー公園は、ポートランドの実業家で宅地開発のためにバルチの地所を購入したドナルド・マクリーにちなんで命名された。1897年に彼は、病院に入院する患者のための交通手段を用意し、敷地内を車いすで移動できる通路を設けることを条件としたうえで、公園用に土地をポートランド市へ寄付した。

### 初期の給水
19世紀中葉において、バルチ川はポートランド市における飲用水の供給源として活用されていた。ポートランドにおける初期の起業家だったスティーヴン・コフィンとフィニス・カラザースは、1857年にポートランド南西にあるカラザース川から樅の丸太に直径6.4センチメートル (2.5 in) の穴をあけて作った導水管を用いて水を引き、市内初の公共水道を設立した。1860年代に既存の事業者を買収したポートランド水道会社が、バルチ川からの取水を開始した。この水は導水管を通じてアルダー通りとパシフィック通りに設けられた木製の貯水池に通水された。水不足と水質汚染のため、カスケード山脈のブル・ラン川から取水を開始し、1895年には飲用水の大半がそちらからの取水に移行した。

### 工業化

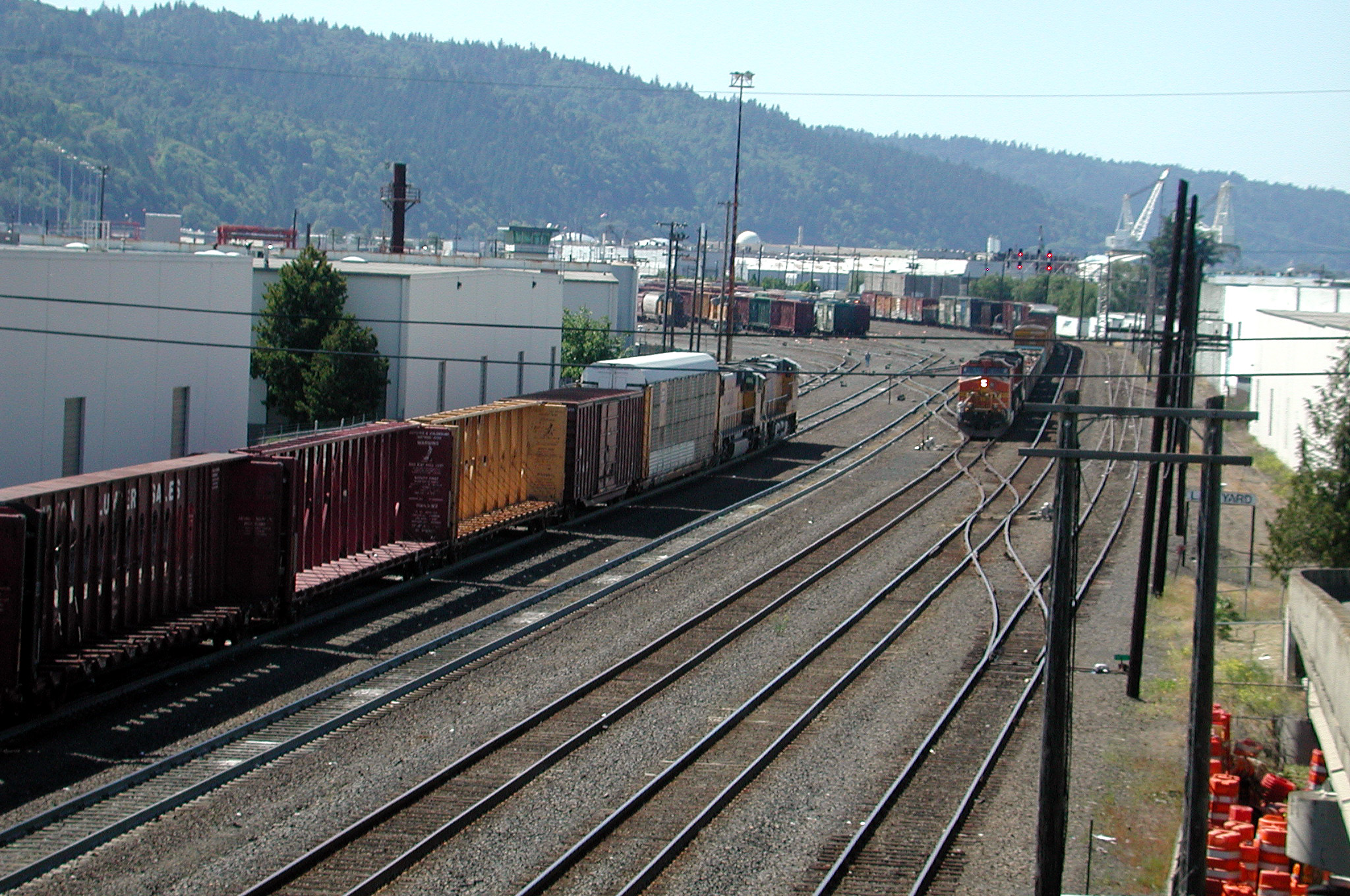
バルチ川下流域にあるレイクヤード車両基地内ですれ違おうとする2編成の列車。この操車場は河川ターミナルと貨物ターミナルに隣接し、ギルズ・レイク・インダストリアル・サンクチュアリに属している。

ギルズ湖地区で最初に隆盛した産業の一つが、1880年代に建設された製材所を嚆矢とする製材業だった。20世紀初頭まで、この地域のほとんどが手を付けられずに放置されていたが、やがて湖岸沿いに製材所や穀物倉庫、鉄道施設に造船所が林立していった。1880年代にノーザン・パシフィック鉄道が建設したギルズ・レイク車両基地は、鉄道貨物の重要な操車場として機能した。
1905年にギルズ湖に設けられた人工島で開催されたルイス・クラーク100年記念博覧会は、この地域の成長の切っ掛けとなった。博覧会の閉幕後、開発業者はウェスト・ヒルズ内のバルチ川流域で行われた採鉱による残土やウィラメット川を浚渫した土砂を利用して、ギルズ湖や周辺の氾濫原を埋め立てた。市の上層部はギルズ・レイク地区を工業に適した立地と奨励し、1920年代の半ばに湖の埋め立ては完了した。USGSによると、ギルズ湖はポートランドのノースウェスト・インダストリアル地区内の、ノースウェスト・セントへレンズ道路とノースウェスト・ヨン通りの間、ノースウェスト35番通りのわずか西に位置する北緯45度32分49秒 西経122度43分14秒 / 北緯45.5470620度 西経122.7206530度、標高10メートル (33 ft) の地点にあったとされる。
1890年代から1930年代にかけて、ウィラメット川の浚渫が進み、1914年に港湾ターミナルが完成したことにより、外洋船舶の入港が可能となった。幹線道路や港湾、貨物駅に隣接するギルズ・レイク地区は、ポートランドでも屈指の工業地帯へと発展していった。第二次世界大戦後、化学工業や製油所に石油タンク、金属加工などの大規模工場が次々と進出していった。2001年にポートランド市議会は、この地域における「工業地区としての長期的な経済的持続可能性」を担保するために、ギルズ・レイク・インダストリアル・サンクチュアリ計画を採択した。

## 流域

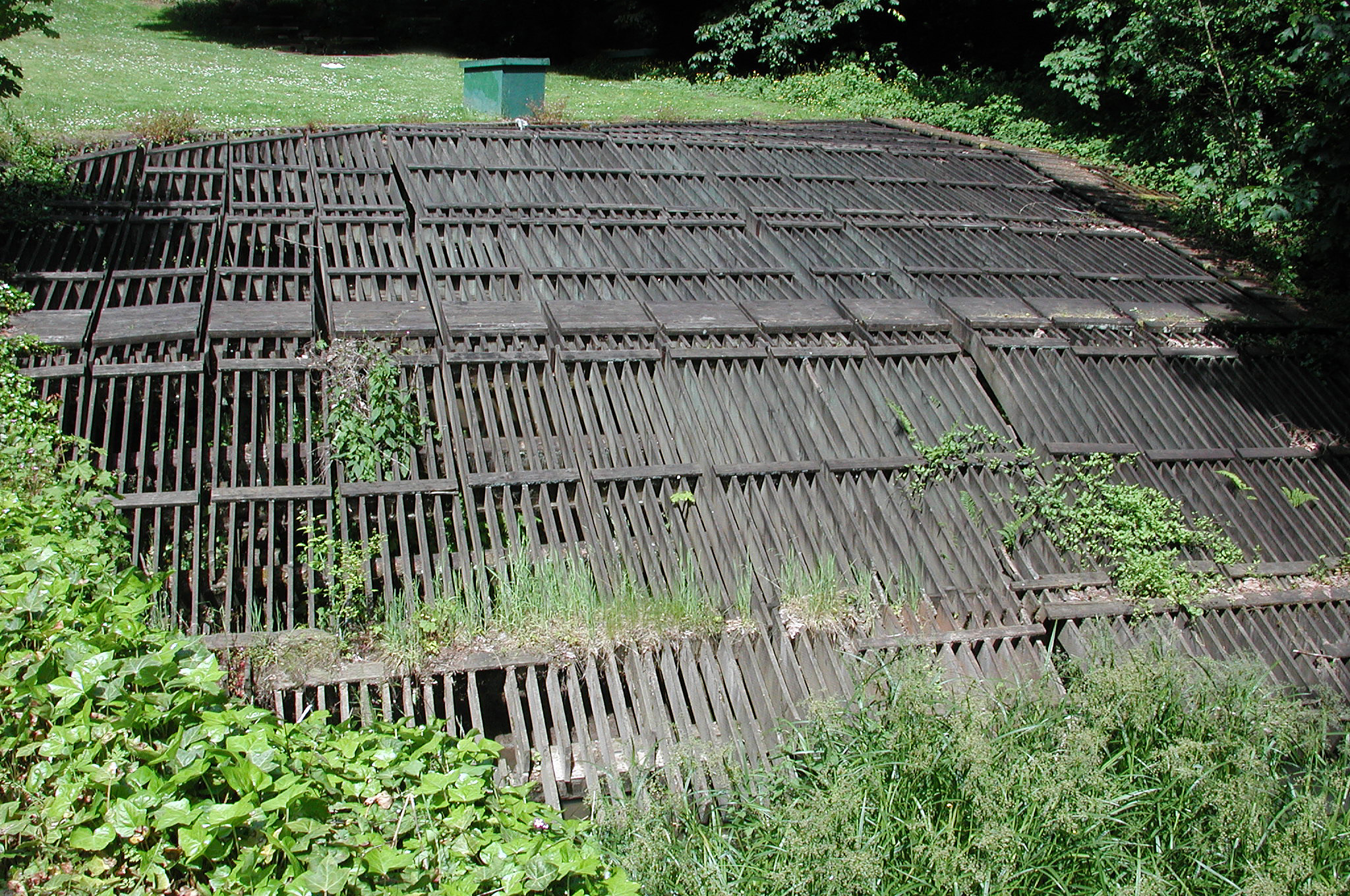
川の水は、ノースウェスト・トルーマン通りの近くにあるこの木製の柵を抜けて、暗渠へと流れ込んでいく。

バルチ川の流域面積は9.10平方キロメートル (2,248エーカー) に及ぶ。その27パーセントが公園や公共空間として区割りされ、およそ20パーセントがウィラメット川河岸の重工業地帯である。マルトノマ郡の管轄は237ヘクタール (586エーカー) で、流域面積の約4分の1を占める。宅地農場と森林とに区割りされた地域は全体の約13パーセントで、ほとんどが流域の西端に広がる。住宅地、商業地などは流域内に細切れに散在している。2000年の調査によると、バルチ川流域にはおよそ1,600人が居住し、約6,700人が就労していた。流域の北東側には、ウェスト・ヒルズの東斜面を流れ下る小規模な流域が複数存在し、ポートランド市は、南東側をジョンソン＝ニコライ支流域、北西側をキットリッジ支流域とザルツマン支流域と呼称している。
1977年から2002年にかけての流域の降水量は、年平均で約1,000ミリメートル (40 in) だった。そのうち760ミリメートル (30 in) 程度が11月から4月にかけて降り、残る250ミリメートル (10 in) が5月から10月にかけて降っている。川が暗渠に入る格子の付近で小規模な洪水が発生し、近隣の家屋の地下室が浸水する被害が生じていた。市当局は柵の改修を検討し、2021年に工事を開始、2022年春に完工した。

### 植生

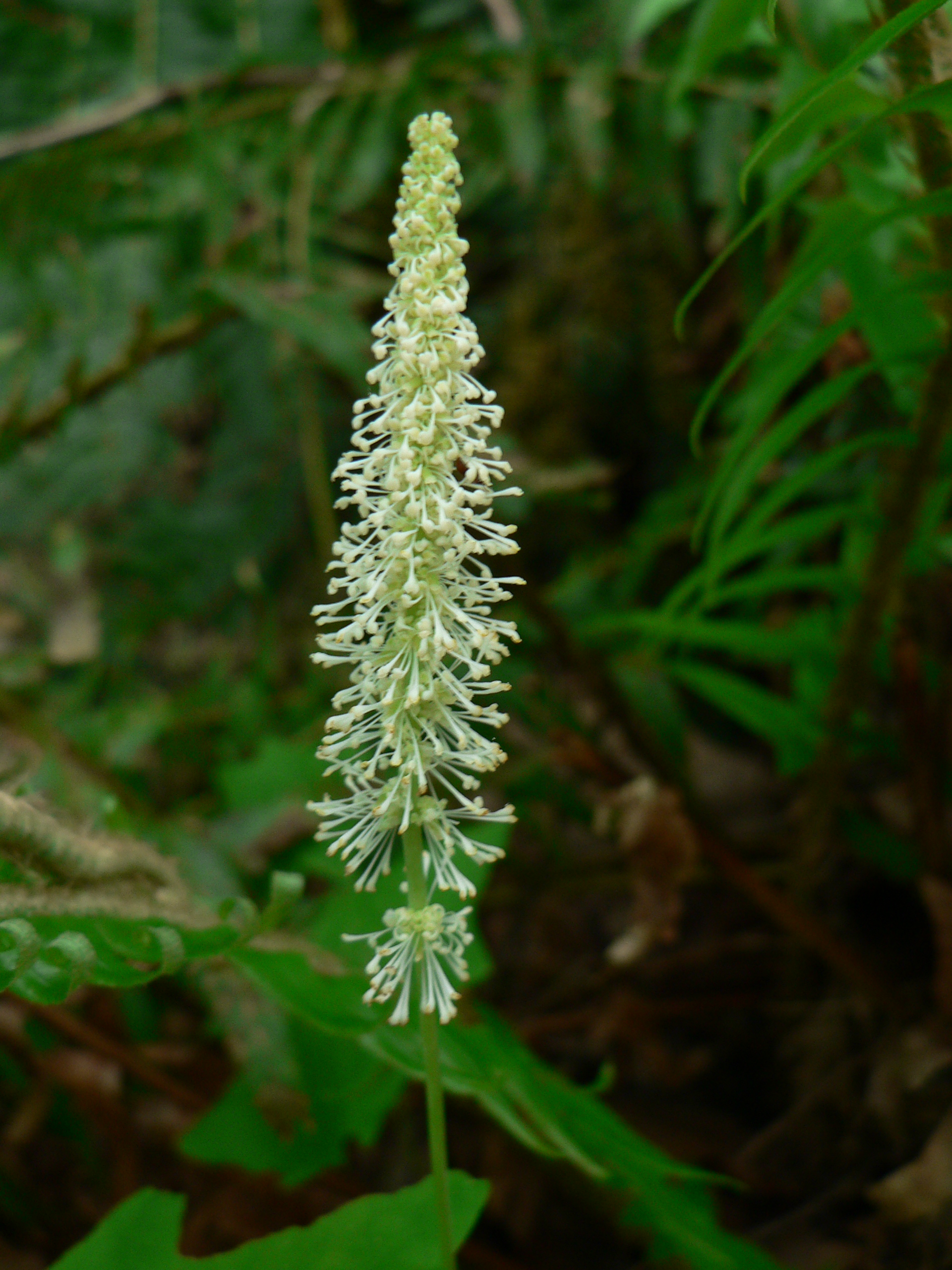

流域は、連邦政府環境保護庁 (EPA) の定める 海岸山脈エコリージョンとウィラメット・バレー・エコリージョンに跨っている。1880年代まで、バルチ川下流域は湿地や湖沼、草原や森林が混在していたが、氾濫原より上流域は閉鎖林に覆われていた。19世紀にこの地域に居を構えた入植者は、森林の大半を伐採し湿地を埋め立てた。2002年に撮影された航空写真の分析では、下流域に広がっていた氾濫原のほとんどを建屋や駐車場、港湾施設に様々な用途のオープンスペースで占められている。一方、大規模な乱伐から保護されていた丘陵部の森林は、流域の65パーセントを占める。
氾濫原の上流では、生息地の多くが針葉樹林で構成されている。アメリカアカハンノキやブラック・コットンウッドなどの樹木が、中流域の88パーセントを占める。源流付近では、針広混交林の広がる中に古いベイマツの郡林がある。よく見られるのはヒロハカエデやヤナギ、アメリカツガ、アメリカアカハンノキ、アメリカネズコ、ベイマツである。樹木の多くは比較的若い。フォレスト・パーク内では、250年以上にわたって手付かずな原生林が、概ね孤立して分布している。公園内で最も大きな樹木は、ストーンハウスの近くにあるベイマツで、その高さは74メートル (242 ft) で、幹回りが5.7メートル (18.6 ft) ある。
フォレスト・パーク周辺には、シダやヒイラギメギ、ツタカエデ、レモンリーフ、レッド・ハックルベリー、フェンドラーズ・ウォーターリーフ、インディアン・プラム、サーモンベリー、セイヨウイラクサなどの下生えが見られる。よく見られる野生の草花としては、ワイルド・ジンジャーやフッカーズ・フェアリー・ベルズ、ヴァニラ・リーフ、エヴァーグリーン・ヴァイオレット、エンレイソウが生育している。珍しい種としては、Euonymus occidentalisの低木や、観賞用のメタセコイアがある。侵略的外来種としてセイヨウキヅタやセイヨウヒイラギ、センニンソウ、アサガオ、ヒマラヤ・ブラックベリー が確認されている。

### 野生動物

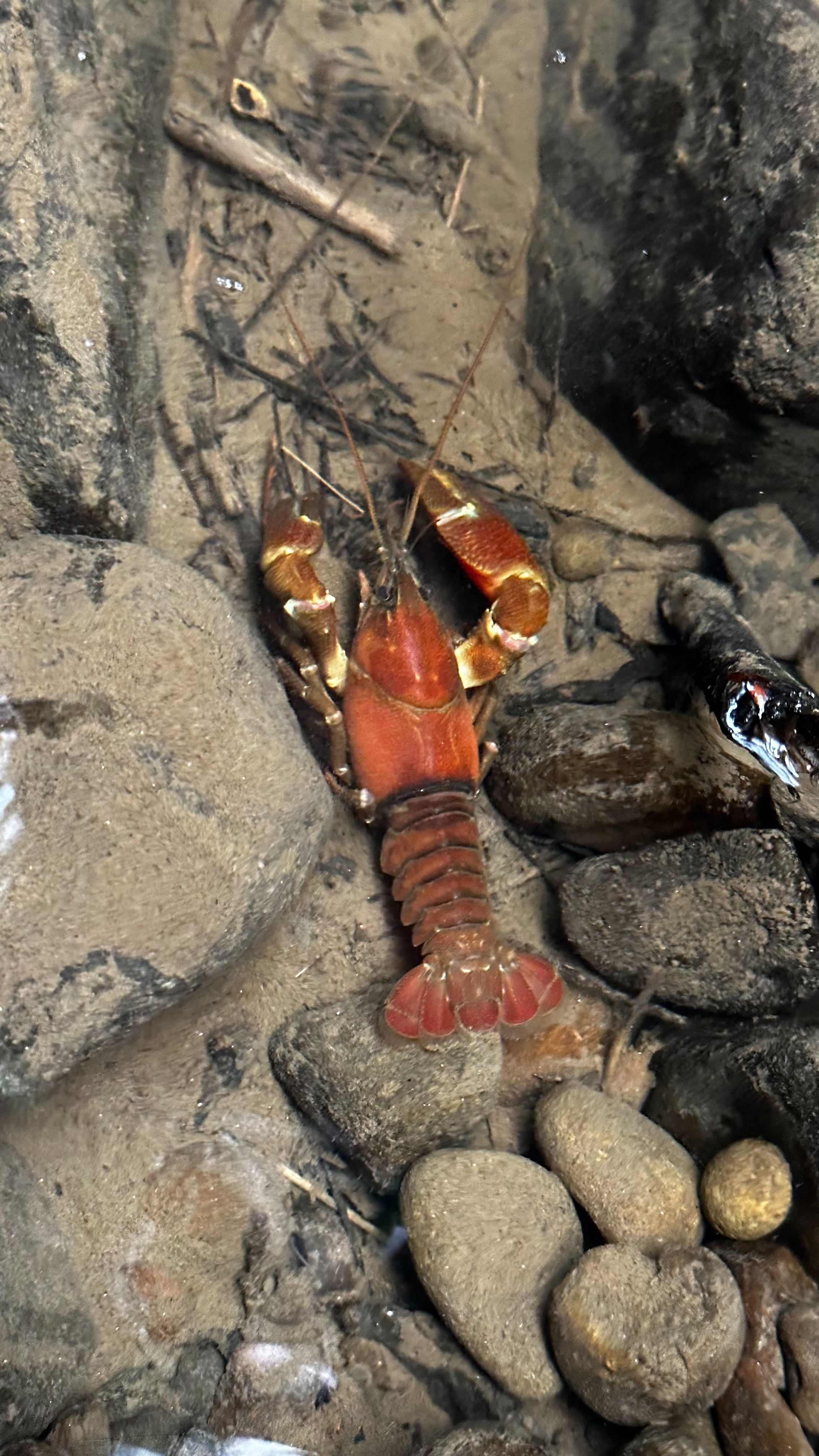
バルチ川に生息するウチダザリガニ。

この川はかつて、鮭など様々な魚類の棲息地だったと考えられている。湿地を埋め立て下流部を暗渠化した結果、ウィラメット川から魚が遡上できなくなった。工業地帯となっている下流域に水生生物の棲息地は残されていないが、暗渠より上流では比較的潤沢で、バルチ川本川とその支流には体長が大きくても18センチメートル (7 in) 程度のコースタル・カットスロート・トラウトの残留個体群がいる。ウチダザリガニも川で観察できる。2005年の水質調査で、バルチ川は大腸菌・水温・溶存酸素の水質指標で州の基準を満たした、ポートランドにおける唯一の河川となった。
バルチ川周辺の生息域は、流域の野生動物に強い影響を与えている。これはフォレスト・パークや流域の北西側で特に顕著である。流域やテュアラティン川渓谷、海岸山脈にウィラメット川やソーヴィー島、コロンビア川やワシントン州バンクーバーといった低地に生息する鳥類や動物は、比較的自由にパーク内外を行き来可能である。オオアメリカモモンガやオグロジカ、オレゴンメドウマウス、ボブキャット、コヨーテ、マザマホリネズミ、トビイロホオヒゲコウモリ、ルーズベルト・エルク、タイヘイヨウトビハツカネズミなど62種の哺乳類が、フォレスト・パークで観察される。アオライチョウ属やアメリカワシミミズク、セジロアカゲラ、シロハラミソサザイ、サメズアカアメリカムシクイ、ミサゴ、チャイロコツグミなど112種の鳥類も頻繁に訪れる。サメハダイモリやタイヘイヨウコーラスアマガエル、サンショウウオなどの両生類が、バード・アライアンス・オフ・オレゴン保護区内の池で見ることができる。
生息地の喪失や環境汚染、狩猟、都市開発といった生態系への圧迫により、オオカミやクマ、ワイルドキャットなどの大型肉食獣が減少もしくは姿を見せなくなり、代わってイタチやアライグマ等の小型の肉食獣が増加傾向にある。流域を通る道路は大型動物の移動に対し著しい妨げとなっている。セイヨウキヅタなどの外来種は生態系の多様性を減らし、在来種の昆虫やオオサンショウウオのような両生類の餌の確保を難しくする。ノー・アイビー・リーグやフォレスト・パーク友の会などの市民団体が、蔦の除去や在来種の植栽、水辺環境の拡大や保護に努めている。